# Dasymacaria
Dasymacaria is een geslacht van vlinders van de familie spanners (Geometridae), uit de onderfamilie Ennominae.

## Soorten
- D. ansorgei Warren, 1901
- D. plebeia Carcasson, 1964